# Swansea (Carolina del Sud)
Swansea és una població dels Estats Units a l'estat de Carolina del Sud. Segons el cens del 2000 tenia 533 habitants.

## Demografia
Segons el cens del 2000, Swansea tenia 533 habitants, 224 habitatges i 154 famílies. La densitat de població era de 182,1 habitants/km².
Dels 224 habitatges en un 33% hi vivien nens de menys de 18 anys, en un 40,6% hi vivien parelles casades, en un 24,1% dones solteres, i en un 31,3% no eren unitats familiars. En el 29,5% dels habitatges hi vivien persones soles l'11,2% de les quals corresponia a persones de 65 anys o més que vivien soles. El nombre mitjà de persones vivint en cada habitatge era de 2,38 i el nombre mitjà de persones que vivien en cada família era de 2,92.
Per edats la població es repartia de la següent manera: un 26,3% tenia menys de 18 anys, un 8,4% entre 18 i 24, un 26,3% entre 25 i 44, un 22,1% de 45 a 60 i un 16,9% 65 anys o més.
L'edat mediana era de 36 anys. Per cada 100 dones de 18 o més anys hi havia 70,9 homes.
La renda mediana per habitatge era de 32.708 $ i la renda mediana per família de 39.306 $. Els homes tenien una renda mediana de 33.000 $ mentre que les dones 24.583 $. La renda per capita de la població era de 16.007 $. Entorn del 14,6% de les famílies i el 14,5% de la població estaven per davall del llindar de pobresa.

## Poblacions més properes
El següent diagrama mostra les poblacions més properes.